# Argisti I
Argisti I (em urartita: Argištiše; em armênio: Արգիշտի; romaniz.: Argišti) foi o sexto rei conhecido do antigo Reino de Urartu (na Anatólia oriental) de 785 a.C. até 763 a.C.. Fundou a cidadela de Erebuni em 782 a.C., que atualmente é a capital da Armênia, Erevã.
Seu filho e sucessor Menua, deu continuidade a série de conquistas iniciada pelos seus predecessores. Vitorioso contra a Assíria, conquistou a parte nordeste da Síria e fez de Urartu o mais poderoso estado no Oriente próximo pós-Hititas. Ele também expandiu seu reino ao norte do Lago Sevã, conquistando muito dos vales do Diauehi e do Ararate. Arguisti construiu a Fortaleza Erebuni em 782 a.C., e a fortaleza de Arguistinili, em 776 a.C..
Muitos linguistas acreditam que o nome Argištiše tem etimologia indo-europeia (armênio, Frígio ou Luvita). Compare Grego Άργέστης – "brilhante" e armênio արեգ (transliterado areg) – "Sol divino", "Sol".